# 拉茹
拉茹（法語：Lajoux，法語發音：[laʒu]）是瑞士汝拉州的一个市镇，位於該國西北部，面積12.38平方公里，海拔高度960米，2011年人口678，八成人口信奉羅馬天主教，人口密度每平方公里55人。